# Cameron Britton
Cameron Britton (6 de junio de 1986) es un actor estadounidense nacido en Canadá, reconocido principalmente por interpretar al asesino en serie Ed Kemper en la serie de televisión de Netflix Mindhunter, papel por el que recibió una nominación a un Premio Primetime Emmy por mejor actor invitado en una serie dramática, y a Hazel en la serie The Umbrella Academy.

## Carrera
El papel que dio el reconocimiento a Britton fue el del asesino serial real Ed Kemper en la serie dramática de 2017 Mindhunter. Interpretó a un hacker apodado Plague en la película de suspenso de 2018 The Girl in the Spider's Web. En la serie de Netflix The Umbrella Academy, interpretó el papel de Hazel, un asesino que viaja en el tiempo. En 2020 protagoniza la serie Manhunt: Deadly Games interpretando a Richard Jewell.

## Filmografía

### Cine
| Año  | Película                    | Papel  | Notas        |
| ---- | --------------------------- | ------ | ------------ |
| 2014 | Camp Takota                 | Chet   |              |
| 2014 | Redeemed                    | Alex   |              |
| 2014 | Vice Versa                  | Tony   | Cortometraje |
| 2015 | Day Out Of Days             | Mick   |              |
| 2018 | The Girl in the Spiders Web | Plague |              |
| 2019 | All Earthly Constraints     | Cyrus  |              |
| 2022 | A Man Called Otto           | Jimmy  |              |

### Televisión
| Año       | Título                                                    | Papel                    | Notas                              |
| --------- | --------------------------------------------------------- | ------------------------ | ---------------------------------- |
| 2014      | Unusual Suspects                                          | Jeffrey Boyd             | Episodio: "Brute Force"            |
| 2014      | Lab Rats                                                  | Guarda de seguridad      | Episodio: "Alien Gladiators"       |
| 2014      | Vox Influx                                                | Casper Simmons           | Episodio: "Vox"                    |
| 2015      | Battle Creek                                              | Oliver Nathan            | Episodio: "Sympathy for the devil" |
| 2015–2017 | Stitchers                                                 | Tim                      | 22 episodios                       |
| 2017-2019 | Mindhunter                                                | Ed Kemper                | 4 episodios                        |
| 2017      | S.W.A.T                                                   | Patrick                  | Episodio: "Imposters"              |
| 2017      | Barry                                                     | Detective Charlie Simmer | 2 episodios                        |
| 2019–2020 | The Umbrella Academy                                      | Hazel                    | Reparto principal                  |
| 2020      | Manhunt: Deadly Games                                     | Richard Jewell           | Reparto principal                  |
| 2022      | La mujer de la casa de enfrente de la chica en la ventana | Buell                    | 7 episodios                        |